# Maureen Bisilliat
Sheila Maureen Bisilliat (* 16. Februar 1931 in Englefield Green, Surrey) ist eine in England geborene brasilianische Fotografin.

## Leben und Werk
Bisilliat ist eine Tochter der Malerin Sheila Brannigan (1914–1994) und eines argentinischen Diplomaten. Durch den Beruf des Vaters bedingt lebten sie zeitweise in England, den USA, Dänemark, Kolumbien, Argentinien und der Schweiz. Mit ihrem ersten Ehemann, dem spanischen Fotografen José Antonio Carbonell, zog sie erstmals 1952 nach São Paulo, ohne jedoch zu bleiben, da ihr die Stadt "zu lethargisch" war. Sie hatte im Jahr zuvor begonnen zu malen und studierte schließlich 1953 bis 1954 Malerei bei André Lhote in Paris und 1954 bis 1956 an der Art Students League in New York mit Morris Kantor (* 1896). Durch ihren Ehemann interessierte sie sich auch für Fotografie und hatte sich an einer Dokumentation japanischer Immigranten auf einer Baumwollplantage außerhalb São Paulos versucht. Ein Bild dieser Serie von etwa 1957 bezeichnet Bissiliat als ihr „'erstes Foto', welches die Art des Lichts, die Intimität und stillen Gesten vieler ihrer [späteren] Bilder wiedergibt“. Nach einem weiteren Aufenthalt 1959 in Venezuela (wo sie als Telefonistin arbeitete), ließ sie sich, bereits von Carbonell getrennt, schließlich 1961 endgültig in São Paulo nieder.

### Fotojournalismus und Film
Zwischen 1964 und 1972 arbeitete sie vertraglich als Fotojournalistin für den Verlag Editora Abril, für den "berühmt gewordene" Reportagen entstanden, wie die über den traditionellen Samba in Rio de Janeiro ("A Batucada dos Bambas") oder die Krabbensammlerinnen im Mangrovensumpf bei Livremonte in Pernambuco ("Caranguejeiras", 1968), die in Quatro Rodas, einem Automagazin des Verlags, und vor allem in Realidade erschienen, letzteres ein neues Bildmagazin im Stile des US-amerikanischen Life Magazine, das Abril von 1966 bis 1976 herausbrachte. Ihre erste Ausstellung hatte sie 1965 im Museu de Arte de São Paulo Assis Chateaubriand.
Künstlerisch konzentrierte sie sich seit den 1970ern auch auf Videoarbeiten, namentlich das dokumentarisch angelegte Xingu/Terra über ein Dorf der Mehinako im Oberen Xingu. Bissiliat reiste über Jahre immer wieder zu ihnen, deren indigene Kultur bis dahin kaum bekannt war. Für die Filmaufnahmen arbeitete sie mit dem Kameramann Lúcio Kodato zusammen. Das Projekt wurde erstmals 1975 auf der 13. Kunstbiennale São Paulo in einer Einzelschau präsentiert und auch in Buchform gleichzeitig in mehreren Sprachen (u. a. auch auf Deutsch) veröffentlicht. 1985 folgte O Turista Aprendiz, in dem sie eine literarisch verarbeitete Reise Mário de Andrades durch den Nordosten nachstellte und auf der 18. Biennale São Paulo zeigen konnte. Doch nahm sie auch weiterhin fotojournalistische Arbeiten an, die sie etwa nach China, Afrika, den Libanon und nach Japan führten.

### Die „fotografischen Äquivalenzen“
Mit Grande Sertão: Veredas von João Guimarães Rosa kam sie erstmals mit der brasilianischen Literatur des ruralen Nordostens in Berührung und war von der ganz eigenen Sprache beeindruckt, die als "hermetisch und schwierig" galt, sie aber gleich eine Vertrautheit mit dem Sertão spüren ließ. Jorge Amado, den sie 1960 kennengelernt hatte, schlug ihr vor, nach "fotografischen Äquivalenzen" (equivalências fotográficas) für Werke der brasilianischen Literatur zu suchen. Und Guimarães Rosa selbst war es, der ihr riet, seinem Werk an Ort und Stelle fotografisch nachzuspüren. So wendete sie sich um 1962 allmählich von der Malerei ab und begann sich ganz der Fotografie zu widmen.
Mit A João Guimarães Rosa (1969; deutsch: Hinterland. 1987), das Rosas Hauptwerk Grande Sertão von 1956 zum Gegenstand hat, entstand die erste „fotografische Folge“ in Auseinandersetzung mit dem Werk jeweils eines bestimmten Autors, das anstelle herkömmlicher Bildlegenden, in pointierten Zitaten die Bilder begleitet. Text und Bild treten in Dialog zueinander und informieren sich gegenseitig, bereichern sich dennoch vor allem auf einer poetischen Ebene, die die Grenze zwischen Realität und Fiktion verwischt und die Bilder ebenso literarisch werden lässt.
Bis in die 1990er Jahre folgten „Äquivalenzen“ zu Werken von Carlos Drummond de Andrade, Euclides da Cunha, João Cabral de Melo Neto, Adélia Prado, Mário de Andrade und Jorge Amado (s. unten). War der Erstling noch in schwarzweiß fotografiert, verwendete sie später auch Farbdiapositive, wie etwa ihre Bilder zu da Cunhas Os Sertões. Die Fotos waren zwischen 1967 und 1972 auf mehreren Exkursionen durch Ceará, Alagoas und Bahia entstanden und ursprünglich für ein Buch zu dem Roman A Pedra do Reino von Ariano Suassuna gedacht. Ein geplantes Vorwort von ihm uferte allerdings in einen eigenständigen 200-seitigen Text aus, in dem Bisilliat die Protagonistin war, so dass sie ihre Hommage an Suassuna aufschob und sich zunächst auf da Cunha besann, dem ersten „in dem literarischen, mystischen, tellurischen und mythischen Dreigestirn des Sertão.“
Im ersten Teil dieser "fotografischen Folge" nutzte sie erweiterte fotografische Mittel, in dem sie von Arbeitskopien ihrer Fotografien, teilweise schräg unter farbiges Licht gehalten, erneut Makroaufnahmen machte. Der intim-sinnliche Eindruck der Fotoabzüge als Objekte aus Papier stellt eine direkte, quasi haptische, Äquivalenz zur, auf Papier geschriebenen bzw. gedruckten, Literatur her. Die Fotografien der Fotografien mit ihren Kratzern, Schrammen und Fingerabdrücke wirken wie forensische Untersuchungen historischer Artefakte, während die Unschärfen, optischen Verzerrungen und irritierenden Reflexionen einen poetisch-visuellen Raum entstehen lassen, der so mysteriös wie konkret sinnlich wirkt. Der mittlere Teil zeigt Porträts in formal unterschiedlichster Weise, vom inszenierten ganzfigurigen Bild der Gauchos in kontrollierter Pose, die charakteristisch ganz in Leder gekleidet sind, zu Close-ups und szenischen Schnappschüssen der Frauen mit wie zufälligen, die Unmittelbarkeit der Fotos verstärkenden, Anschnitten. Die Bilder werden von warmen Haut- und Lehmtönen dominiert. Zuletzt folgen Nachtaufnahmen, die während einer religiösen Prozession entstanden. Diese Arbeit Bissiliats war die Erste, die auch auf Deutsch erschien (Sertões – Licht & Finsternis. 1984). Neben der Edition diá des brasilianischen Ethnologen und Fotografen Edgar Ricardo von Buettner in St. Gallen, der im Folgenden auch Bissiliats ersten Fotoband herausbrachte, kamen aus der Schweiz auch mit zwei großen Ausstellungen zur brasilianischen Fotografie 1981 und 1992 im Kunsthaus Zürich, in denen auch Bisilliat vertreten war, wesentliche Beiträge zur Rezeption brasilianischer Fotografie im deutschsprachigen Raum.

«Foi, como ela confirma, uma afinidade: o poeta decodifica uma realidade e ela a decifra com outra linguagem coincidente, em que as imagens evocam um sentido tátil, o texto se ouve como música, as palavras traçam linhas de cor no poema.»

„Es war, wie sie [Bissiliat] bestätigt, eine Affinität: die Dichterin entschlüsselt eine Realität und sie entschlüsselt sie mit einer anderen, übereinstimmenden Sprache, in der die Bilder einen taktilen Sinn hervorrufen, der Text als Musik gehört wird, die Worte farbige Linien im Gedicht nachzeichnen.“

### Sammlerin und Kuratorin von Volkskunst
Zusammen mit ihrem zweiten Ehemann, dem Franzosen Jacques Bisilliat, und dem Architekten Antônio Marcos Silva gründete sie 1972 die Galerie O Bode, deren Programm die Volkskunst des Landes sein sollte und 20 Jahre lang repräsentierte. Bis Anfang der 1990er Jahre reiste sie in dieser Zeit dafür durch Brasilien, um Künstler und Kunsthandwerker zu finden, deren Arbeiten sie in die Sammlung der Galerie aufnahm und in Ausstellungen zeigte.
Schon 1988 wurden das Ehepaar und Antônio Marcos von dem Ethnologen Darcy Ribeiro eingeladen am Aufbau der Sammlung lateinamerikanischer Volkskunst der Stiftung des Memorial da América Latina in São Paulo mitzuwirken. Der Baukomplex von Oscar Niemeyer war gerade fertig geworden und sollte im darauf folgenden Jahr eröffnet werden. Sie reisten dafür durch Mexiko, Guatemala, Ecuador, Peru und Paraguay und akquirierten Werke für die ständige Sammlung des Museums und den "Pavillon der Kreativität", für den Bisilliat von 1989 bis 2010 auch als Kuratorin zuständig wurde.

### Werkarchiv
Im Dezember 2003 wurde Bisilliats gesamtes fotografisches Werk in die Fotosammlung des Instituto Moreira Salles aufgenommen. Es umfasst mehr als 16.000 Bilder, Abzüge, 35 mm und 6 cm × 6 cm-Schwarzweißnegative und Farbdiapositive.

## Auszeichnungen und Stipendien
- 1970: Guggenheim-Stipendium[15]
- 1981–1987: Stipendium des Nationalrats für wissenschaftliche und technologische Entwicklung
- 1984–1987: Forschungsstiftung São Paulo
- 1987: Japan Foundation
- 1987: Auszeichnung als beste Fotografin durch den Kunstkritikerverband von São Paulo[16]
- 2010: Orden von Ipiranga der Landesregierung von São Paulo[17]

## Ausstellungen (Auswahl)
- 1965: Museu de Arte de São Paulo Assis Chateaubriand
- 1975: Xingu/Terra, 13. Biennale São Paulo
- 1979: Yaô-Iniciação de Filho de Santo, Xingu/Terra, Eröffnungsfilm beim Margaret Mead Filmfestival, American Museum of Natural History, New York
- 1985: O Turista Aprendiz, 18. Biennale São Paulo (Ausstellungskatalog, OCLC 252800902)
- 1987: O Turista Aprendiz, Salon de la Photographie, Paris
- 1989: Teatro do Presídio, 20. Biennale São Paulo, Seção de Teatro
- 2010: Galeria Fiesp, São Paulo
- 2011: Museu Oscar Niemeyer, Curitiba, Brazil
- 2012: A João Guimarães Rosa, Brasilea Stiftung, Basel[18]
- 2018/19: Fotografia e Literatura Nos Livros, Instituto Moreira Salles (IMS) Paulista, São Paulo
- 2019/20: Maureen Bisilliat: Escrever com a Imagem e Ver com a Palavra, IMS Rio, Rio de Janeiro
- 2020: Equivalências: Aprender Vivendo, große Retrospektive, IMS Paulista, São Paulo (Ausstellungskatalog und Film, s. unten)
- 2020/21: Agora ou Nunca – Devolução: Paisagens Audiovisuais, IMS Poços, Poços de Caldas, und IMS Paulista, São Paulo

Gruppenausstellungen
- 1971: Fotógrafos de São Paulo, Museu de Arte Contemporânea da Universidade de São Paulo
- 1981: Fotografie Lateinamerika von 1860 bis heute, Kunsthaus Zürich. (Ausstellungskatalog, s. unten)
- 1985: 1ª Quadrienal de Fotografia, Museu de Arte Moderna de São Paulo
- 1991: Coleção Pirelli, Museu de Arte de São Paulo Assis Chateaubriand, São Paulo (Ausstellungskatalog, OCLC 28058989 u. a.)
- 1992: Brasilien: Entdeckung und Selbstentdeckung, Junifestwochen Zürich, Kunsthaus Zürich (Ausstellungskatalog, s. unten)
- 1994: Contemporary Brazilian Photography: A Selection of Photographs from the Collection of Joaquim Paiva, Yerba Buena Center for the Arts, San Francisco, USA
- 1995: Fotografia Brasileira Contemporânea, Centro Cultural Banco do Brasil, Rio de Janeiro
- 1996: Bienal Internacional de Fotografia Cidade de Curitiba: Brasil Mostra Tua Cara, Fundação Cultural de Curitiba (Ausstellungskatalog, OCLC 953869740)
- 1998: Amazônicas, Eixo Curatorial 1998, Instituto Itaú Cultural, São Paulo (Ausstellungskatalog, OCLC 953869116)
- 1999: Brasilianische Fotografie 1946–1998. Labirinto e Identidades. Kunstmuseum Wolfsburg, Konzeption: Rubens Fernandes Jr., kuratiert von Veit Görner und Andrea Brodbeck. (Ausstellungskatalog, s. unten)
- 2003: Labirintos e Identidades: a Fotografia no Brasil de 1945 a 1998, Maria Antônia Universitätszentrum, São Paulo
- 2004: Brasileiro Brasileiros, Museu Afro-Brasil, São Paulo
- 2004: São Paulo 450 Anos: a imagem e a memória da cidade no acervo do Instituto Moreira Salles, Centro Cultural Fiesp, São Paulo
- 2014: A Forma da Luz: Horacio Coppola, Marcel Gautherot, Maureen Bisilliat, Thomaz Farkas e David Drew Zingg, Instituto Moreira Salles, São Paulo (Ausstellungskatalog, ISBN 978-85-8346-011-4)

## Veröffentlichungen
Fotoessays zu literarischen Werken
- A João Guimarães Rosa. Fim de Rumo …, Terras Altas …, Urucúia … Fragmentos extraídos de "Grande Sertão: Veredas" de João Guimarães Rosa. Gráficos Brunner, São Paulo 1969, OCLC 247535536.[19]
  - Hinterland. Eine fotografische Folge. Edition diá, St. Gallen/Köln 1987, ISBN 3-905482-29-0 (Texte zweisprachig, Nachwort von Edgar Ricardo von Buettner).
- A Visita, zu dem gleichnamigen Gedicht Carlos Drummond de Andrades. Ao Gosto Augusta, São Paulo 1977?1979, OCLC 319213898.
- Sertões, Luz e Trevas, zu Euclides da Cunhas Os Sertões. Raízes/Rhodia, São Paulo 1982.
  - Deutsch: Sertões – Licht & Finsternis. Eine fotografische Folge von MB zu Texten von EdC, Einführung von Edgar Ricardo von Buettner, Würdigung da Cunhas von Mario Vargas Llosa. diá, St. Gallen/Wuppertal 1984, ISBN 3-905482-04-5.[20]
  - Revidierte bras. Neuausgabe: mit Texten von Miguel Del Castillo und Walnice Nogueira Galvão. Instituto Moreira Salles, São Paulo 2019.
- O Cão Sem Plumas, zum gleichnamigen Gedicht João Cabral de Melo Neto. Nova Fronteira, Rio de Janeiro 1983, OCLC 254565927.
- Chorinho Doce, zu Gedichten von Adélia Prado. Alternativa, São Paulo 1995, OCLC 46752026.
- Bahia Amada Amado (ou: O Amor a Liberdade & a Liberdade No Amor), zu Texten von Jorge Amado. Empresa das Artes, São Paulo 1996, ISBN 85-85628-19-7 (engl. und portug. Ausgabe).

Weitere Veröffentlichungen
- Xingú: Detalhes de Uma Cultura. Raízes, São Paulo 1978.
- Xingú: Território Tribal. Text von Cláudio Villas Bôas. Cultura Editores Associados, São Paulo 1979 (2. Aufl. 1980).
  - Deutsch: Xingu. Bei den Wald-Indianern im Herzen Brasiliens. Paul List, München 1979, ISBN 3-471-77153-0.[21]
  - Port./engl. Neuausgabe: Cultura, São Paulo 1990.
- Terras do Rio de São Francisco. Beemge, Belo Horizonte 1986, OCLC 17678367 (portugiesisch).
- O Índio: Ontem, Hoje, Amanhã. Dossiê do I Ciclo. Text von Eda Tassara. Memorial, São Paulo 1991, ISBN 85-314-0030-9 (portugiesisch).
- Africa – Moda, Cultura e Tradicão: Costa do Marfim. Texte von Fábio Avila und Fábio Leite. Senac, São Paulo 1993, ISBN 85-85628-06-5 (portugiesisch).
- Brasil Aventura: Odisséias / Odysseys. hrsg. von Ana Augusta Rocha und Roberto Linsker, Text von Haroldo Palo. Terra Virgem, São Paulo 1997, ISBN 85-85981-04-0 (portugiesisch und englisch).
- Brasil Essência: a Cultura do Perfume. hrsg. von Renata Ashcar. Nova Cultural, São Paulo 2001, ISBN 85-7123-763-8 (portugiesische und englische Ausgabe).

Als Herausgeberin
- Pavilhão da criatividade: Memorial da América Latina: Brasil. Sammlungskatalog, Empresa das Artes, São Paulo 1999, ISBN 85-85628-42-1 (portugiesisch).
- Aqui Dentro: Páginas de Uma Memória (Within: Pages from Memory). dokumentiert das letzte Jahr des Carandiru-Gefängnisses, mit Sophia Bisilliat, André Caramante. Fundação Memorial da América Latina/Imprensa Oficial do Estado de São Paulo, São Paulo 2003, ISBN 85-7060-194-8 (portugiesisch).
- Museu de Folclore Edison Carneiro: Sondagem na Alma do Povo. Ausstellungskatalog, mit Renato Soares. Empresa das Artes, São Paulo 2005, ISBN 85-89138-21-6.
- Casas do Brasil, 2014: Sobrevivências. Uma Exposição Sobre Vivências: Carandiru / Survival. An Exhibition on Survivors: Carandiru. Ausstellungskatalog, mit Sophia Bisilliat, André Caramante, Drauzio Varella, Museu da Casa Brasileira, São Paulo 2015, ISBN 978-85-86297-19-9 (portugiesisch/englisch).
- Na Trilha do Cangaço: o Sertão Que Lampião Pisou. Fotografien von Márcio Vasconcelos, Text von Frederico Pernambucano de Mello. Vento Leste, São Paulo 2016, ISBN 85-68690-02-5 (portugiesisch).

Filme
- Xingú/Terra, mit Lúcio Kodato, 82 Minuten, 1975.
- O Turista Aprendiz, Produktion: TVC, 1985.
- Equivalências: Aprender Vivendo, zur gleichnamigen Ausstellung, mit Roberto Gervitz. DVD, 97 Minuten, Instituto Moreira Salles, São Paulo 2019/Bretz Filmes 2020, OCLC 1401832076 (portugiesisch mit englischen Untertiteln).